# Uniontown (Washington)
Uniontown es un pueblo ubicado en el condado de Whitman en el estado estadounidense de Washington. En el año 2000 tenía una población de 345 habitantes y una densidad poblacional de 146,7 personas por km².

## Geografía
Uniontown se encuentra ubicada en las coordenadas 46°32′21″N 117°5′7″O / 46.53917, -117.08528.

## Demografía
Según la Oficina del Censo en 2000 los ingresos medios por hogar en la localidad eran de $36.042, y los ingresos medios por familia eran $46.250. Los hombres tenían unos ingresos medios de $31.607 frente a los $21.250 para las mujeres. La renta per cápita para la localidad era de $16.390. Alrededor del 2,3% de la población estaban por debajo del umbral de pobreza.